# Geary
Geary és una ciutat dels Estats Units a l'estat d'Oklahoma. Segons el cens del 2000 tenia 1.258 habitants.

## Demografia
Segons el cens del 2000, Geary tenia 1.258 habitants, 475 habitatges, i 305 famílies. La densitat de població era de 511,3 habitants per km².
Dels 475 habitatges en un 30,5% hi vivien nens de menys de 18 anys, en un 43,2% hi vivien parelles casades, en un 15,8% dones solteres, i en un 35,8% no eren unitats familiars. En el 32,2% dels habitatges hi vivien persones soles el 14,5% de les quals corresponia a persones de 65 anys o més que vivien soles. El nombre mitjà de persones vivint en cada habitatge era de 2,56 i el nombre mitjà de persones que vivien en cada família era de 3,27.
Per edats la població es repartia de la següent manera: un 29,3% tenia menys de 18 anys, un 7,2% entre 18 i 24, un 25,8% entre 25 i 44, un 19,6% de 45 a 60 i un 18% 65 anys o més.
L'edat mediana era de 35 anys. Per cada 100 dones de 18 o més anys hi havia 90 homes.
La renda mediana per habitatge era de 23.088 $ i la renda mediana per família de 28.409 $. Els homes tenien una renda mediana de 23.021 $ mentre que les dones 16.667 $. La renda per capita de la població era de 10.538 $. Entorn del 21,2% de les famílies i el 24,9% de la població estaven per davall del llindar de pobresa.

## Poblacions més properes
El següent diagrama mostra les poblacions més properes.